# Clorinda (ciudad)

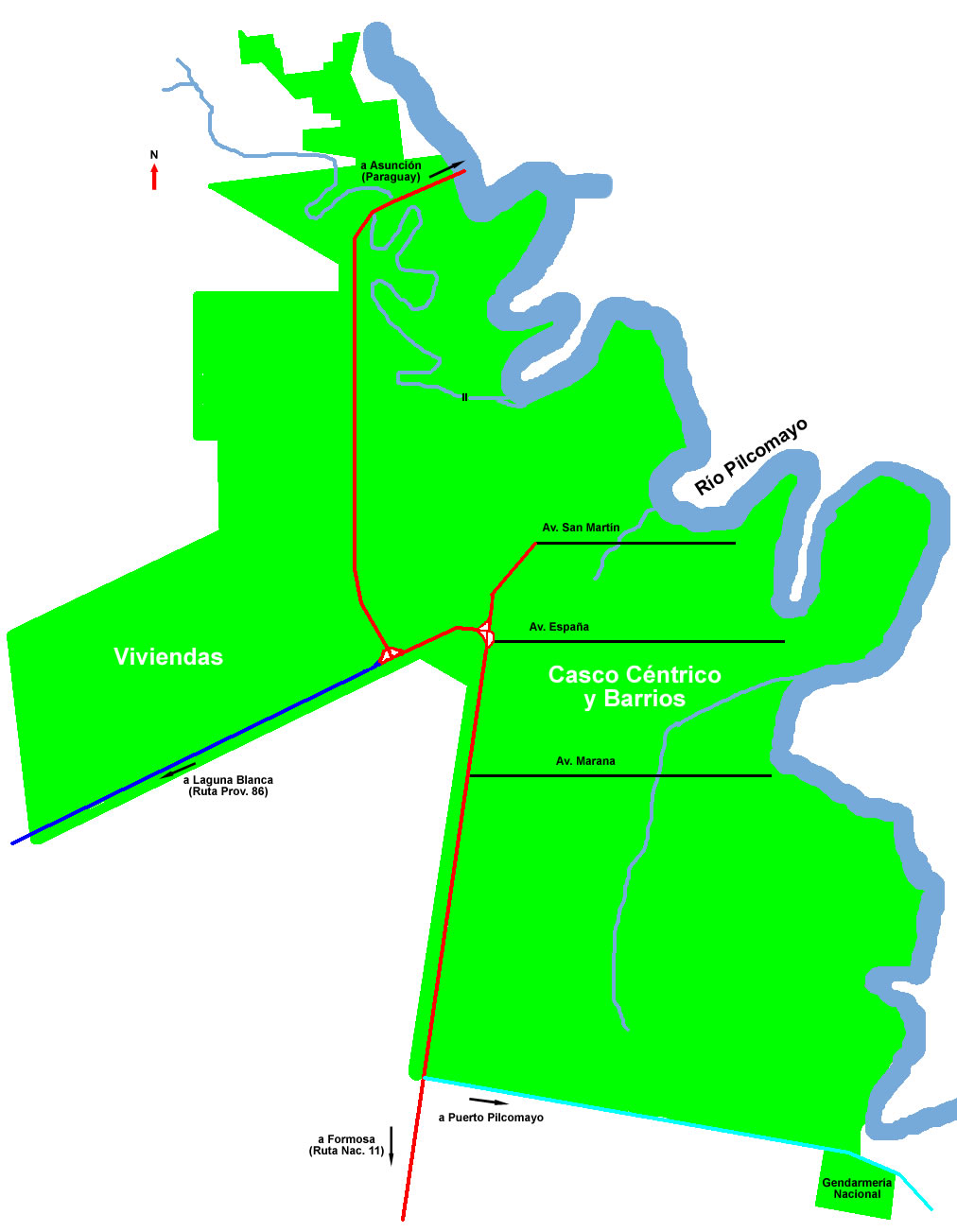
Mapa de Clorinda.

Clorinda es una ciudad ubicada en la  provincia de Formosa, Argentina. Es la cabecera del departamento Pilcomayo. Se encuentra en la margen derecha del río Pilcomayo, directamente opuesto a la capital paraguaya de Asunción, aproximadamente 15 km (luego de la incorporación de Riacho Negro como un barrio más del ejido municipal), de la desembocadura en el río Paraguay. Durante el censo de 2022 se registró una población de 94.383 habitantes, lo que la convierte en la primera ciudad en importancia de la provincia, por detrás de la capital.
Clorinda se localiza a 4 km de la frontera con la República del Paraguay y a 118 km de la capital provincial. Se encuentra comunicada con la República del Paraguay por el Puente internacional San Ignacio de Loyola, sobre el río Pilcomayo. También se conecta con la ciudad paraguaya de Nanawa (antiguamente Puerto Elsa) a través de un puente conocido como  La Pasarela de la Amistad.
La patrona es Nuestra Señora de los Ángeles, una advocación mariana (versión de la Virgen María).

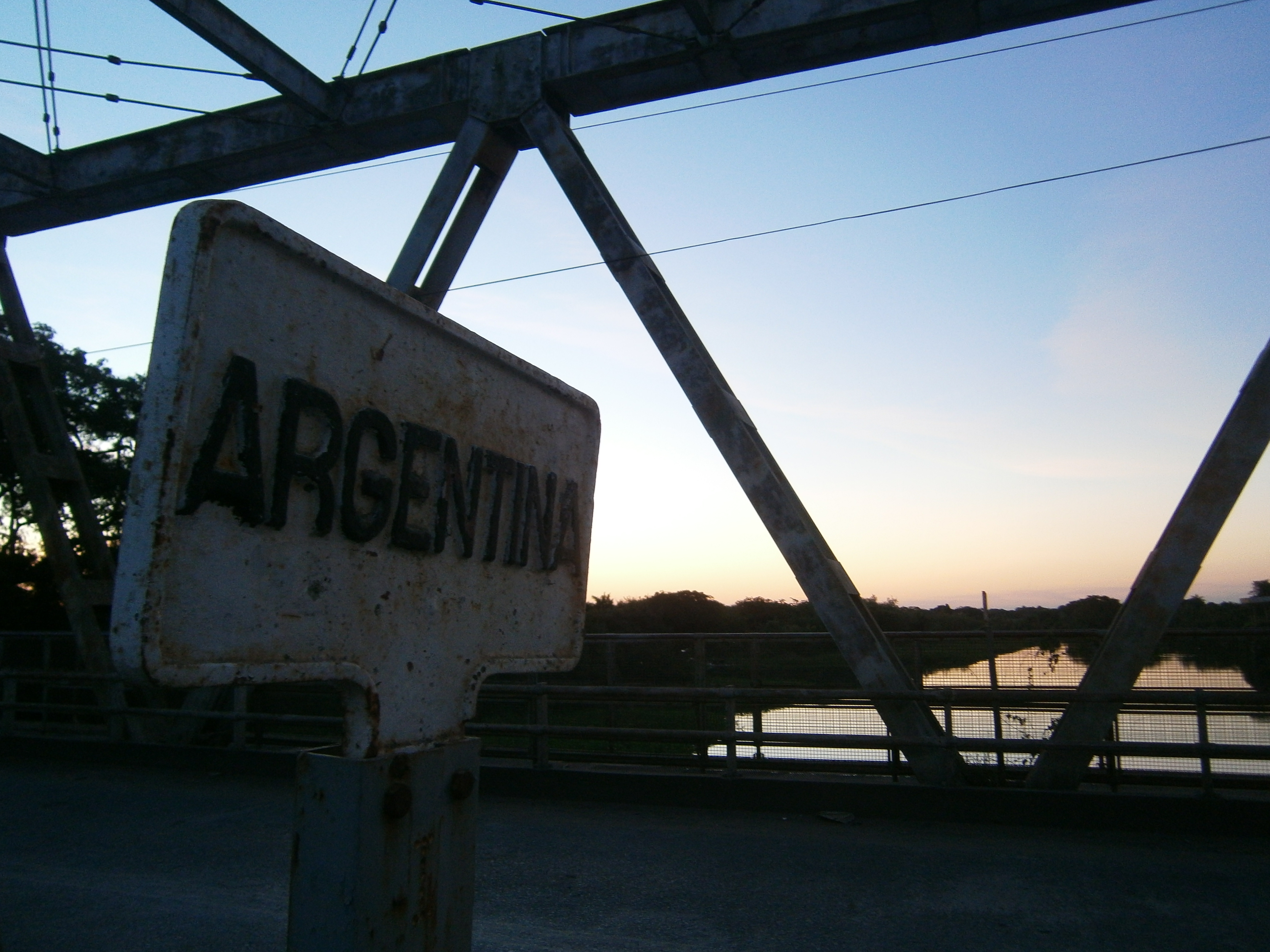
Puente Internacional San Ignacio de Loyola.

## Población
Clorinda cuenta con 94,383 habitantes (Indec, 2022), lo que representa un incremento del 16,4 % frente a los 52 837 habitantes (Indec, 2010) del censo anterior; lo que la ubica como el segundo centro urbano por su importancia y población de la provincia de Formosa, y el número 66 de toda la República Argentina. Hacia 2024, se estima que la población ronda los 115.000(Estos datos corresponden al departamento, no a la ciudad solamente, los datos del censo 2022 están por departamentos)
| Gráfica de evolución demográfica de Clorinda (ciudad) entre 1991 y 2022 |
|                                                                         |
| Fuente: censos nacionales del INDEC                                     |

La ciudad de Clorinda, al igual que el resto de la provincia, es hogar de una notable comunidad paraguaya, entre inmigrantes y descendientes nacidos en territorio argentino.

## Distancias a ciudades importantes
- Nanawa 1 km (paso fronterizo peatonal)
- José Falcon 5 km (paso fronterizo para vehículos)
- Asunción 35 km por ruta, 10 km en balsa por el río Paraguay
- Ciudad del Este 350 km
- Encarnación 393 km
- Concepción 418 km
- Formosa 118 km
- Resistencia 292 km
- Corrientes: 303 km
- Posadas: 624 km
- Santa Fe: 826 km
- Paraná: 839 km
- Rosario: 993 km
- San Salvador de Jujuy: 1034 km
- Salta: 1080 km
- Córdoba: 1150 km
- Buenos Aires: 1218 km
- La Plata: 1276 km
- Ushuaia: 4159 km
- Foz do Iguaçu 359 km
- Campo Grande 787 km
- Curitiba 992 km
- São Paulo 1367 km
- Yacuiba 906 km
- Tarija 1097 km
- Santa Cruz de la Sierra 1453 km
- La Paz 1977 km
- Tocopilla 1763 km
- Antofagasta 1819 km
- Iquique 1994 km
- Santiago de Chile 2089 km

## Historia

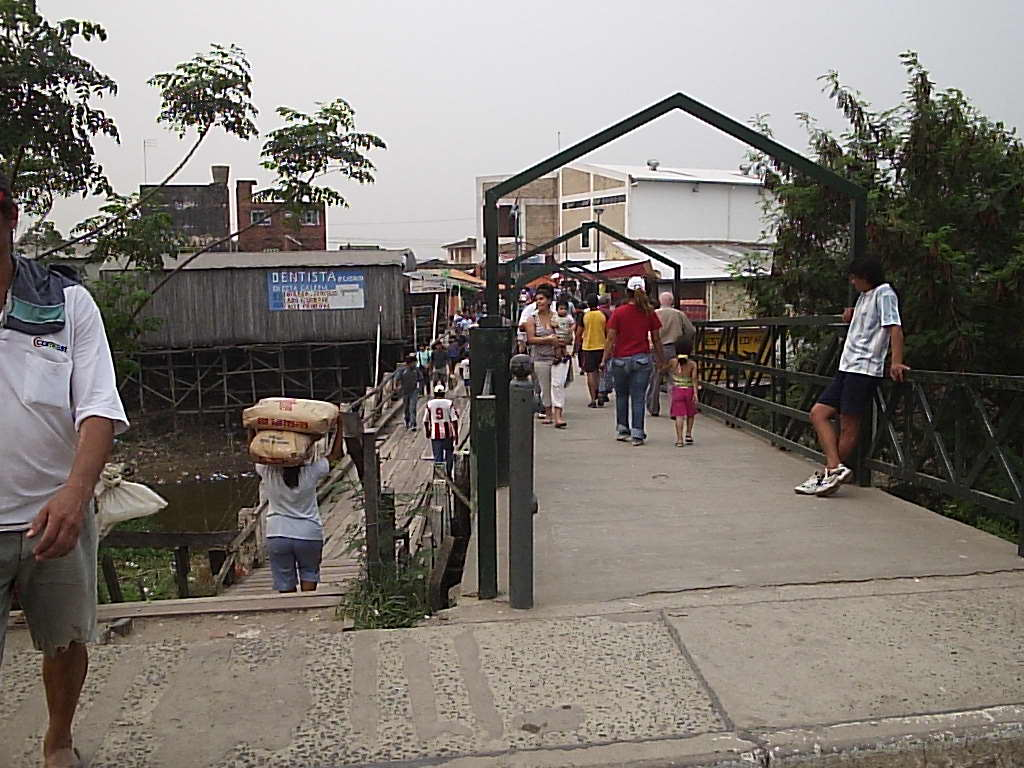
Pasarelas que unen la ciudad de Clorinda con la vecina Nanawa (Paraguay).

El asentamiento fronterizo, siendo hoy en día la ciudad de Clorinda, tiene fundación oficial en 1912. No obstante, se estima que el lugar estuvo poblado por lo menos medio siglo antes. Fue fundada por el señor Manfredi de Hertelendy que colonizó la zona, a partir de la concesión que le otorgara el entonces gobierno de Julio Argentino Roca, de acuerdo a la polémica ley de colonización para estos territorios. Hertelendy fue el único que cumplió con lo que exigía dicha ley, entonces fue al lugar y fundó el poblado de Clorinda.
El pueblo de Clorinda era propiedad de la familia Hertelendy, luego pasó por una concesión especial en el año 1895, realizada por el Gobierno de la Nación. Hasta 1922, se conoce que para los principales acontecimientos y oficios religiosos, llegaban sacerdotes de la diócesis de la nación vecina Paraguay. 
La ciudad de Clorinda está situada cerca del río Pilcomayo, y tiene fronteras con Paraguay en las ciudades de Puerto Falcón y Nanawa. En el sur de la ciudad tiene vista con la ciudad de Asunción, capital del Paraguay.

### Inundaciones
Regularmente el río Pilcomayo inunda la ciudad de Clorinda, mayormente por el agua que viene de los deshielos del norte o por mareas altas del río. Las tres inundaciones más graves en la historia de la ciudad se registran en 1905 (durante el ciclo húmedo desde 1870 hasta 1920); la segunda en 1983, y la tercera en 1992 (durante el ciclo húmedo desde 1973 hasta 2010). 
En la primera inundación Clorinda no estaba urbanizada sino que era un terreno mayormente rural, en la segunda se la contuvo con barricadas (aunque la ciudad y sus alrededores estuvieron anegados durante varios meses). En la tercera inundación, la ciudad ya estaba completamente urbanizada, por lo que el agua avanzó sobre el casco céntrico de la ciudad al romperse la contención levantada a la altura de Bolsón Grande, entre las calles Córdoba y Catamarca, en la ciudad. La inundación arrasó con todo y Clorinda fue tendencia en las noticias en la Argentina.

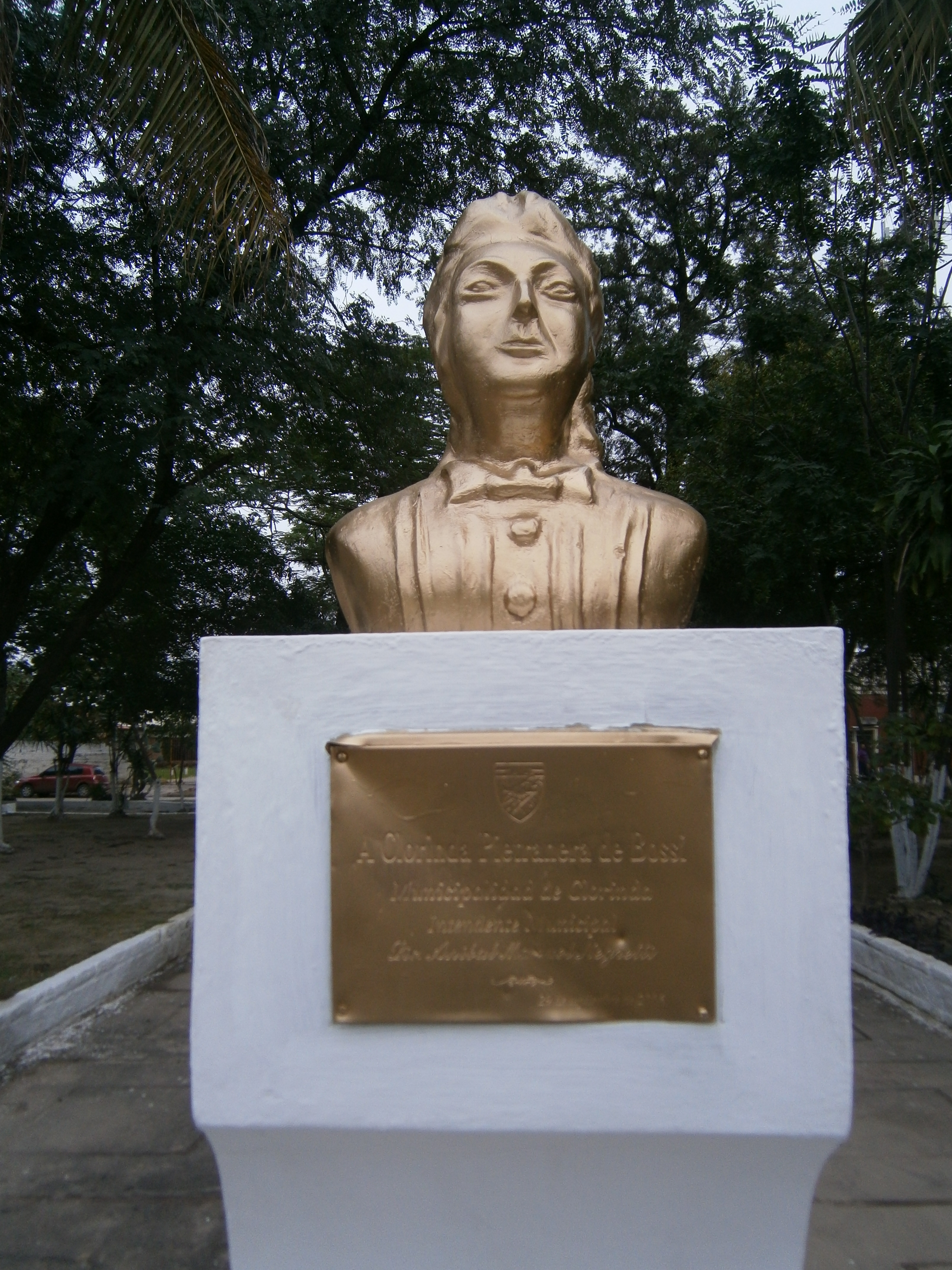
Monumento a Clorinda Pietranera de Bossi, quien dio origen al nombre de la ciudad.

### Toponimia
El origen del nombre de la ciudad fue en homenaje a la señora Clorinda Pietranera de Bossi, pariente por lado materno, quien atendió al Sr. Manfredi de Hertelendy durante un periodo de su infancia.

## Servicios públicos

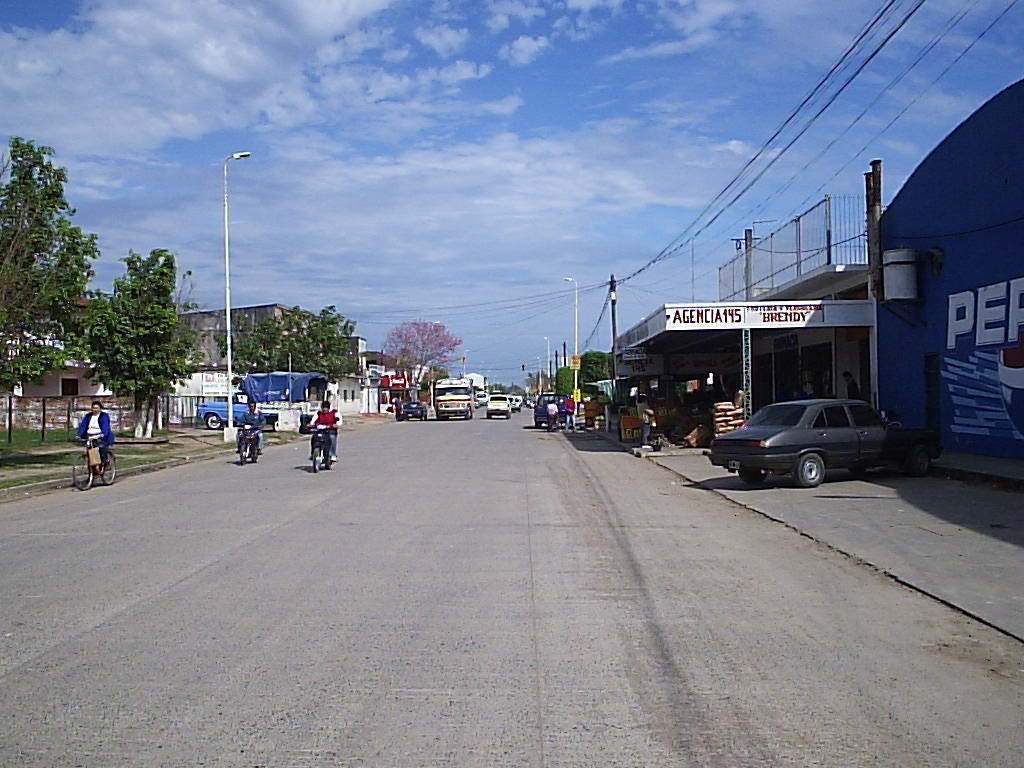
Vista de la avenida España desde la esquina de Hertelendy.

La ciudad de Clorinda cuenta con los siguientes servicios públicos:
- Alumbrado, barrido y limpieza: Municipalidad de Clorinda.
- Recolección de Basura: Municipalidad de Clorinda.
- Electricidad: la empresa REFSA S.E es la proveedora provincial de electricidad.
- Agua: lo provee la Cooperativa Clorinda Ltda.
- Telefonía: en cuanto al servicio de teléfono hogareño el proveedor es la Cooperativa Clorinda Ltda.. En cuanto a la telefonía celular los proveedores son: Telecom Personal S.A., CTI Móvil S.A. y Telefónica Movistar S.A., los tres con las tecnologías: NAMPS, TDMA y GSM.
- Video cable: los proveedores son la Clorinda TV  y TVR (Televisión Regional Sociedad Anónima).
- Internet: los servicios disponibles son Dial-up de 56.6 kbps y Adsl de 256 y 512 kbps, ambos provistos por la Cooperativa Clorinda ltda.

## Bancarización
- Banco Nación que posee actualmente cuatro cajeros en funcionamiento, de la red Link.
- Banco Formosa que posee cuatro cajeros automáticos de la red Link.
- Banco Formosa (sucursal) cuatro cajeros automáticos de la red Link.

## Comercio

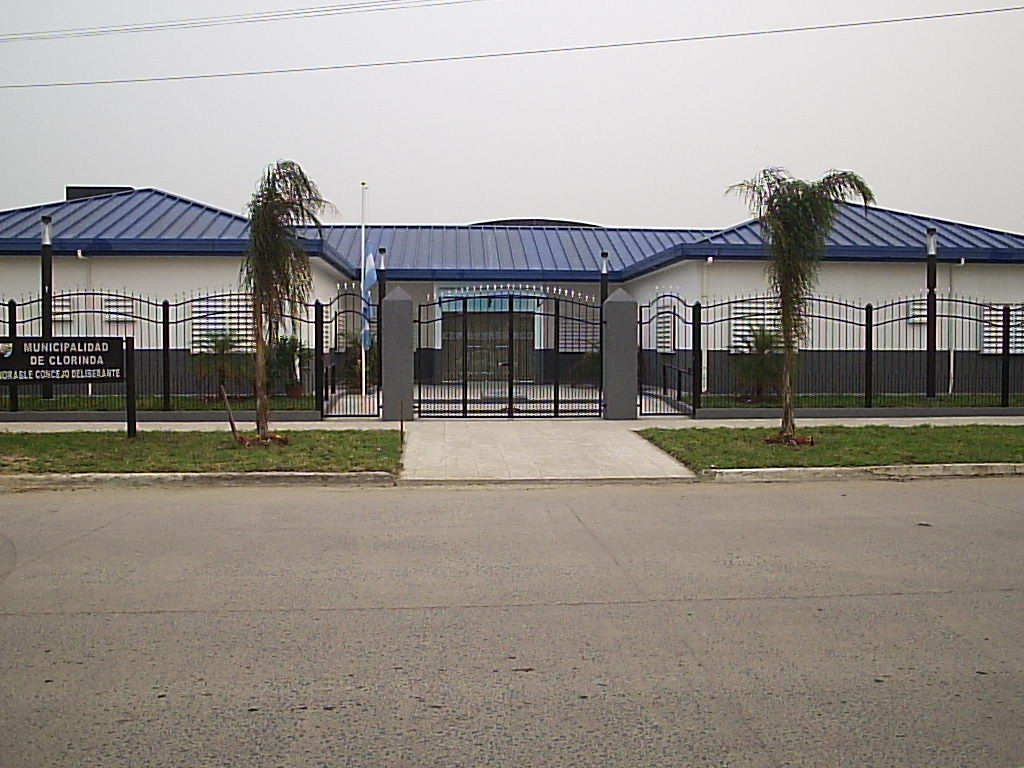
Sede del Concejo Deliberante de la ciudad de Clorinda.

La ciudad de Clorinda tiene un intenso comercio dada su cercanía con la ciudad de Asunción, capital de la República del Paraguay. Dicho comercio es aún mayor con la ciudad paraguaya de Nanawa (antiguamente conocida como Puerto Elsa). Ambas localidades se hallan unidas por dos puentes, uno antiguo y otro construido durante 2005. En esta zona fronteriza la principal actividad consiste en el paso de mercaderías desde Clorinda hacia Nanawa. Los negocios están abiertos desde las primeras horas de la mañana hasta el mediodía, cuando cierran hasta las 16:00 horas, hora en la que vuelven a abrir hasta las 19:00. Por otro lado los habitantes de Clorinda compran e ingresan mercaderías provenientes de la vecina ciudad. Desde tempranas horas de la mañana hasta aproximadamente las 19 el paso de personas está exento de presentación de documentos de identidad, por lo que es en esos horarios cuando los comercios están abiertos al público, luego del mencionado horario el paso fronterizo se cierra.

## Extensiones universitarias

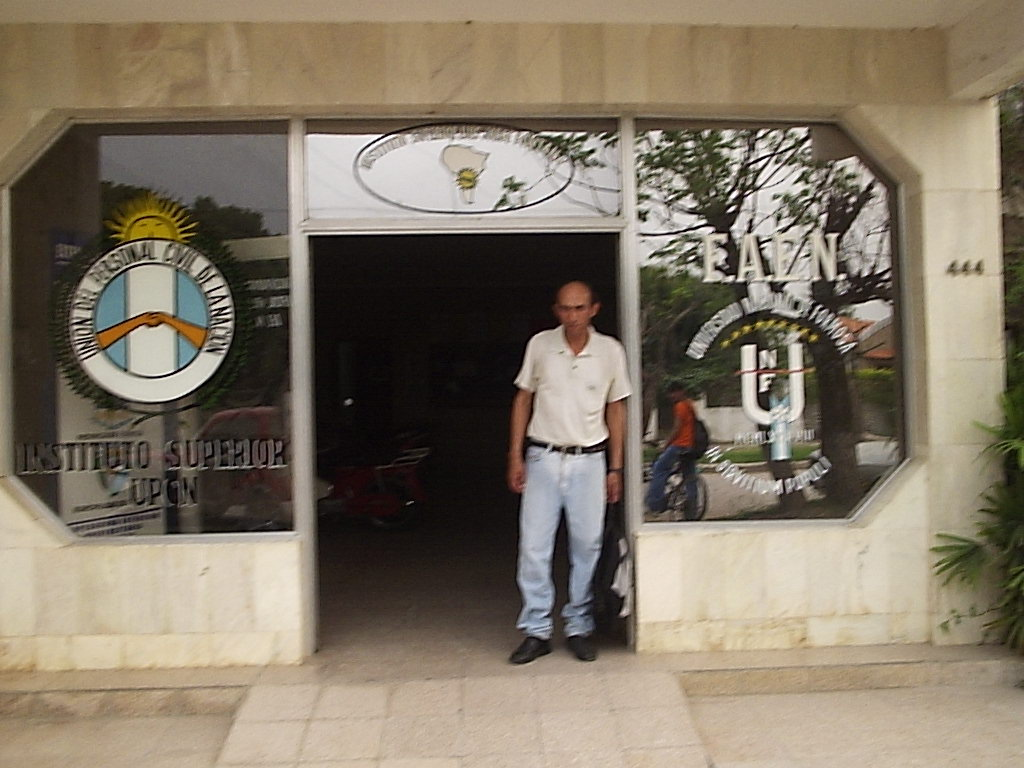
Sede de la Extensión de la Universidad Nacional de Formosa.

A mediados del año 1997 el Instituto Técnico San José Ñ-15 inició el dictado del Profesorado en Tecnología para la EGB3 y Polimodal de cuatro años de duración.
En 2001 el Instituto Santa Catalina Labouré comenzó el dictado completo de la carrera de Profesorado en Matemática con título avalado por el Ministerio de Educación.
En octubre del año 2002 se produjo una revolución cultural en la ciudad de Clorinda, se abrió una extensión Universitaria de la Universidad Nacional de Formosa para la carrera de Contador Público Nacional. Originalmente se había pactado que el cursado en esta ciudad se limitaría a los dos primeros años, que es el ciclo básico, pero en 2005 se decidió continuarla hasta el tercer año. Actualmente la posibilidad de un cuarto y quinto año son todavía muy lejanas dada la falta de infraestructura edilicia, económica y sobre todo la falta de alumnado, ya que como en toda carrera, la cantidad de alumnos merma en los últimos años haciendo impracticable la continuidad de la carrera para una comisión de poco más de 10 alumnos para dichos años.
En 2003 la UNNE (Universidad Nacional del Nordeste) instaló una extensión Universitaria para la carrera de Abogacía, como en el caso de la carrera de Contador Público, el cursado de los años avanzados está sujeto a la cantidad de alumnos.
Hay otras carreras menores como Martillero Público y Técnico Superior en Informática que son dictadas por el Instituto UPCN (Unión del Personal Civil de la Nación) que son anteriores a las mencionadas precedentemente y que cuando aparecieron tuvieron mucha concurrencia.
La importancia de estas extensiones es incalculable ya que las ciudades menores cercanas a Clorinda se vieron inmediatamente beneficiadas, por lo que de un modo u otro la provincia de Formosa tiene actualmente dos polos educativos.

## Salud
- Clínica Argentina S.R.L.: ubicada en la calle 12 de octubre de 1290. Fue fundada en 1990. Ahora se encuentra realizando importantes cambios estructurales, previstos a finalizar para el año 2010. Con Servicios de Internación Clínica, Unidad de Terapia Intensiva, Diagnóstico por Imágenes, Laboratorio Clínico, Radiología, Nutrición y Psicología.
- Clínica San Martín: ubicada en la calle Veinticinco de Mayo 1270.
- Clínica del Niño: ubicada en la calle Alberdi 455.
- Hospital Provincial de Clorinda: ubicado en las calles San Martín y Los Andes.
- Sanatorio Clorinda: ubicado en la calle Sarmiento 758.
- Centro de salud del barrio El Porteño Norte: barrio El Porteño Norte.
- Centro de salud: "Dr. Ramón Carrillo", en el barrio Primero de Mayo.
- Centro Oftalmológico y Laboratorio de Anatomía Patológica de los Dres. Carlos A. Fernández y Roxana M. Hlynianyj: ubicado en la calle San Martín 987.

## Seguridad
Cuenta con policía especializada tanto en criminalística como en drogas, asimismo cuenta con el departamento de bomberos municipal. A continuación se enumeran los departamentos policiales de la ciudad:
- Policía - Criminalística
- Policía - UR3
- Policía - COSIV
- Policía - Departamento de Bomberos
- Policía - Territorios Nacionales
- Policía - Drogas Peligrosas
- Policía - Barrio 1.º de Mayo
- Policía - Barrio El Porteño Norte
- Prefectura Naval Argentina - Prefectura Pilcomayo
- Gendarmería Nacional

## Religión
Cuenta con tres Iglesias centrales como sedes sede de la Iglesia católica, la primera es la parroquia de Nuestra Señora de los Ángeles, la cual fue el primer centro cristiano en la comunidad y así fue durante mucho tiempo pero el constante crecimiento de fieles tanto en la sede parroquial como en las capillas han demandado la creación de dos nuevas parroquias con sus respectivas capillas. En los últimos tiempos los trabajos pastorales realizados en las nuevas parroquias, tanto en la parroquia de San José (esposo de la Virgen María) y la parroquia de San Juan Bautista han demostrado claramente que el análisis de crear una cuarta parroquia, iniciado por el obispado de Formosa, no está demás. 

### Parroquia de Nuestra Señora de los Ángeles
La parroquia Nuestra Señora de los Ángeles, Está ubicada en la avenida de San Martín 1050 de la ciudad de Clorinda. Fue erigida como parroquia el 20 de agosto de 1934, pero mucho antes atendía a las necesidades espirituales de la población, ya que la primera partida que se registra en sus libros data del 18 de agosto de 1922.
Esta comunidad rinde culto a la Virgen de los Ángeles, una de las más bellas advocaciones de la Virgen que data de los años 1610.  Es el primer monumento histórico de la segunda ciudad de la provincia,  medida que fue aprobada por El Concejo Deliberante tras la propuesta de una de sus representantes recibió el voto positivo unánime de los ediles presentes. Con la aprobación de esta ordenanza el templo parroquial local, de estilo románico-gótico, es el primer monumento histórico de la ciudad.
Realizan sus tareas pastorales como Párrocos Solidarios: Los Presbíteros:  Edgardo Rufino Ortiz y Rafael Liberto Batalla.

### Parroquia “San Juan Bautista”
La parroquia “San Juan Bautista” Clorinda. Está ubicada en el barrio 1.º de Mayo, fue erigida canónicamente como parroquia el 12 de diciembre de 2000. Surge como una demanda del crecimiento demográfico de la segunda ciudad de la provincia y las necesidades espirituales de la población.
Situada en uno de los conglomerados habitacional más extenso de la ciudad se le rinde culto a Juan Bautista hijo del sacerdote Zacarías y de su esposa Isabel. Según el Evangelio de Lucas, nació siendo su madre Isabel estéril y de edad avanzada. Es considerado el precursor de Jesucristo. Juan vivió, predico y bautizó en el desierto. Es uno de los santos más celebrados, patrón de grandes y antiguas ciudades. La noche del 23 de junio, víspera del día de su fiesta, se realizan los tradicionales juegos con el fuego.
La tarea pastoral de esta comunidad la realizan como Párrocos Solidarios los Padres Lucio Rizzi y José Biasio.

### Parroquia “San José Esposo de María”
La parroquia “San José Esposo de María”, está ubicada en la avenida Marana y Libertad de la ciudad de Clorinda. Se erigió como parroquia el 19 de marzo de 2011. Se rinde culto en este templo a quien, en el Plan Reconciliador de Dios,  tuvo un papel esencial que le fuera encomendado por Dios. La responsabilidad y privilegio de ser el padre adoptivo del Niño Jesús y de ser esposo virginal de la Virgen María. San José Esposo de María, el custodio de la Sagrada Familia, es el santo que más cerca está de Jesús y de la Santísima de la Virgen María.
Realiza sus tareas pastorales como Párroco Solidario: Presbítero Rafael Liberto Batalla.

### Otros cultos
Los cristianos protestantes luteranos van en aumento desde hace unos años, logrando abarcar gran parte de la población, al igual que otras comunidades religiosas tanto cristianas como no cristianas.-

## Música
En Clorinda se creó a fines de los años noventa el género musical folk and roll (en inglés: ‘música popular folk mezclada con rock and roll’). Mezcla el rock alternativo argentino con la música folclórica formoseña, a saber: el chamamé, la trova y la polca

## Parroquias de la Iglesia católica en Clorinda
| Diócesis   | Formosa                                                                    |
| ---------- | -------------------------------------------------------------------------- |
| Parroquias | Nuestra Señora de los Ángeles, San Juan Bautista, San José Esposo de María |